# (4611) Vulkaneifel
(4611) Vulkaneifel – planetoida z grupy pasa głównego asteroid okrążająca Słońce w ciągu 4 lat i 86 dni w średniej odległości 2,62 j.a. Została odkryta 5 kwietnia 1989 roku przez Martina Gefferta na zdjęciach wykonanych w Obserwatorium La Silla. Nazwa planetoidy pochodzi od regionu Vulkaneifel znajdującego się na południowy zachód od Bonn, charakteryzującego się występowaniem śladów po działalności wulkanicznej. Przed jej nadaniem planetoida nosiła oznaczenie tymczasowe (4611) 1989 GR6.